# Prothema variicorne
Prothema variicorne es una especie de escarabajo longicornio del género Prothema, tribu Prothemini, subfamilia Cerambycinae. Fue descrita científicamente por Pascoe en 1886.

## Descripción
Mide 9 milímetros de longitud.

## Distribución
Se distribuye por la isla de Borneo.